# Хашки трибунал
Хашки трибунал (енгл. Hague Tribunal) био је међународни ad hoc суд са седиштем у Хагу. Формално, он је тело Уједињених нација основано Резолуцијом 827 Савета безбедности УН, са задатком да суди починиоцима ратних злочина на подручју бивше Југославије након 1991.
Пуни назив му је Међународни суд за кривично гоњење лица одговорних за тешка кршења међународног хуманитарног права на територији бивше Југославије након 1991, а скраћено Међународни кривични суд за бившу Југославију (МКСЈ) (енгл. International Criminal Tribunal for the former Yugoslavia, ICTY).
Хашки трибунал је 31. децембра 2017, после 24 године рада, званично престао да постоји. Њега је наследио Механизам за кривичне судове, који ће преузети целокупну документацију Хашког трибунала и окончати недовршене поступке.

## Делокруг
Хашки трибунал може подизати оптужнице и судити за геноцид, злочине против човечности, повреде Женевских конвенција из 1949, и повреде закона и обичаја ратовања. Суд може судити једино појединцима, не и организацијама или владама, и може изрећи највише доживотни затвор. Низ земаља су потписале договоре са ОУН за спровођење затворских казни. Главне организационе јединице суда су судска већа (тренутно председавајући Фаусто Покар), Тужилаштво (тренутно главни тужилац Серж Брамерц) и Секретаријат.
Хашки суд је установио контроверзну праксу у којој се неке од оптужница подижу јавно, док су неке „запечаћене“ у нади да ће тако олакшати процес хапшења и привођења оптужених. Суд за привођење оптуженика у потпуности зависи од држава у којима се они налазе, на шта су ове обавезне као чланице УН. Хапшење и испоручивање оптужених у државама у региону показало се као изузетно тешко и осетљиво политичко питање, уз еклатантне примере неспособности или опструкције како локалних влада, тако и присутних међународних снага, тако да је и поред великог притиска међународне заједнице велики број њих и даље недоступан суду.
У контроверзности везане за овај суд спада и чињеница да су неке земље донеле националне законе по којима њихови грађани у случају надлежности тог суда (сукоби на територији бивше Југославије) не одговарају пред њим, него пред националним судовима тих земаља. Једна од њих је и САД.

## Пресуде
Од укупног броја свих пресуда које је донео Међународни кривични суд за бившу Југославију, највећи број је изречен Србима.